# Batalla de Pont-Barré
La batalla de Pont-Barré fou de les primeres batalles durant la Revolta de La Vendée.

## Preludi
L'1 d'agost de 1793, la Convenció nacional adopta el decret relatiu a les mesures a prendre contra els rebels de la Vendée, que ordena especialment el desplegament a Vendée de l'Exèrcit de Magúncia.
El 2 de setembre de 1793, els generals i els representants de la missió de l'Exèrcit de les costes de Brest i l'Exèrcit de les costes de La Rochelle es reuneixen a Saumur per celebrar el consell de guerra. El pla de campanya establert el 3 de setembre preveu una ofensiva general destinada a agafar els vendeans en una pinza: l'exèrcit de les costes de Brest, comandat pel general Canclaux i l'exèrcit de Mainz, comandat pel general Aubert-Dubayet, ha d'atacar per Nantes, al nord-oest de la Vendée militar, mentre que l'exèrcit de les costes de La Rochelle, comandat pel general Rossignol, ha d'avançar a l'oest i al sud del territori insurgent. El pla preveu la unió d'aquestes forces a Cholet i Mortagne-sur-Sèvre al cap de deu dies de campanya..
El 5 de setembre de 1793, 12.000 homes de l'exèrcit de Mainz arriben a Nantes. El 8 de setembre, l'avantguarda maia va sortir de la ciutat i va entrar al territori insurgent. A Maine-et-Loire, s'han de posar en marxa dues divisions de l'Exèrcit de les costes de La Rochelle: la de Saumur, comandada pel general Santerre, i la d'Angers, comandada pel general Duhoux. El primer ha de marxar cap a Vihiers i el segon per Pont-Barré.

## Forces presents
El 7 de setembre, Choudieu i Richard, els representants en missió amb l'Exèrcit de les costes de La Rochelle, ordenen una recaptació massiva de ciutadans capaços de portar les armes als districtes d'Angers, Saumur, Baugé, Segré, Châteauneuf, Château-Gontier, La Flèche, Sablé, Bourgueil i Chinon, situats al nord del departament de Maine-et-Loire, al sud del departament de Mayenne, al sud-oest del departament de Sarthe i a l'oest del departament d'Indre-et-Loire. Fixen l'inici de la concentració per al 12 de setembre, a convocatòria del toc de campanes, dels ciutadans d'aquests districtes i "sota pena de ser empresonats com a sospitosos, per anar l'endemà, dia 13, tant a Saumur com a Angers,". a reunir-se allí amb l'exèrcit de la República. S'armaran amb pistoles, piques, forques, brocs, dallas, etc. i tothom haurà de portar pa amb ell per quatre dies. Els funcionaris municipals s'encarreguen d'aportar els aliments durant sis dies més. Per distingir-se dels insurgents, els pagesos mobilitzats portaven petites bandoleres amb cintes tricolors. Aquestes lleves reforcen les tropes de Duhoux i de Santerre. El primer tenia llavors 15.000 homes al seu comandament, entre els quals 6.000 efectius de línia —formats principalment per batallons de voluntaris de Jemmapes i batallons d'Angers, inclòs el batalló de Pares de Famílies— i 9.000 homes de requisicions.
Al costat dels Vendeans, el gruix de l'exèrcit catòlic i reial es va enfrontar llavors contra l'exèrcit de les costes de Brest i l'exèrcit de Magúncia. Per defensar Pont-Barré, els insurgents comptaven amb només 3.000 homes de la divisió Chemillé, comandada pel cavaller Jean-Lambert-Louis Duhoux d'Hauterive —germà de Pierre Duhoux d'Hauterive i cunyat del generalíssim Maurice D'Elbée—, el cavaller Henri du Verdier de La Sorinière i Sébastien Cady. Diversos autors del segle XIX presenten al Chevalier Duhoux com el nebot del general republicà, però el 2014 l'historiador Pierre Gréau conclou que no hi ha cap relació provada entre els dos homes.

## Preparació i atac
El 16 de setembre van sortir les forces de Duhoux i Santerre. La columna de Duhoux va sortir de Ponts-de-Cé, al sud d'Angers, i va entrar en territori insurgent. Tanmateix, els túmuls d'Erigné i el petit riu d'Aubance no ofereixen sòlides defenses naturals, no troba cap oposició fins al riu Layon, afluent del Loira. Al vespre, els republicans acamparen a les altures de Beaulieu-sur-Layon, al nord del riu.
El 17 de setembre, Duhoux va llançar l'atac. Aleshores, els republicans i els vendeans estaven separats pel Layon, que es podia creuar per tres ponts: el Pont de Bézigon a l'oest, el Pont-Barré al centre i el Pont des Planches a l'est, sota Beaulieu-sur-Layon. Els vendeans van resistir durant diverses hores, però en massa en inferioritat numèrica, van abandonar els tres ponts el vespre del primer dia. Aleshores, els republicans es van fer amos de Saint-Lambert-du-Lattay, abandonada pels seus habitants.
El 18 de setembre, els republicans van avançar fins a Chemillé i La Jumellière, massacrant 80 civils, homes i dones pel camí. Renée Bordereau, una geneta de l'exèrcit de la Vendée, afirma a les seves memòries [A 1] que va veure un nen de sis mesos enfilat durant aquesta batalla amb dues gallines a la baioneta d'un soldat. Només Cady va intentar oposar-se llavors a l'avanç dels patriotes, amb tot just un centenar de combatents. Però el mateix dia, a uns vint quilòmetres al sud de Pont-Barré, les tropes de Santerre foren completament derrotades a Coron per les forces de Dominique Piron de La Varenne. Piron no es va demorar després de la seva victòria i de seguida va enviar cavalleria i diversos milers d'infanteria a Chemillé. Des del vespre del 18 de setembre, Duhoux, La Sorinière i Cady van poder llançar un contraatac. Aleshores, els republicans van fer una retirada precipitada i van tornar a creuar el Layon. El trastorn és tal que molts s'ofeguen. Aleshores cau la nit, però els insurgents continuen duent a terme atacs d'assetjament. Malgrat la seva delicada situació, el general republicà Duhoux no va ordenar la retirada, no havent estat informat ni per Rossignol ni per Santerre de la derrota de Coron.
El matí del 19 de setembre, els dos exèrcits es van enfrontar de nou a banda i banda del Layon. Els Vendeans són ara 9 000. Cap a les 11 del matí comença la batalla amb un canoner. Els canons de Vendée es van desplegar a La Bodière, mentre que els dels republicans es van situar als vessants del Moulin-Brûlé. Els trets, però, tenen poc efecte. Aleshores, els vendeans van enviar uns centenars d'homes als seus flancs per reparar els ponts de Bézigon i Planches, que havien estat tallats pels republicans, però que no foren defensats. Un cop substituïdes les taules de fusta, 300 homes comandats per Joseph Bernier a l'esquerra i 100 més liderats per Pauvert a la dreta van travessar el riu, després van atacar els republicans per les seves ales. Desorganitzats per aquests atacs, els flancs dret i esquerre dels republicans es van retirar i van tornar a fluir cap al cim del turó. Al centre, els batallons de Jemmapes i Angers van oposar una forta resistència a Pont-Barré, però també van acabar reculant. Els canons van ser assaltats pels vendeans, que després els van tornar contra els seus adversaris.
Aleshores, els republicans van intentar continuar la lluita al cim del turó, quan una nova tropa d'insurgents, de 500 homes forts i comandada pel cavaller Duhoux, va aparèixer al nord-oest, a la carretera de Rochefort-sur-Loire, després de creuar el Layon a La Chaume. Assaltats per diversos bàndols, els republicans van cedir llavors completament al pànic i van ser derrotats. Els vendeans van marxar a la seva persecució, massacrant diversos fugitius fins a Ponts-de-Cé. Renée Bordereau afirmarà a les seves memòries que ella sola va matar 21 soldats republicans durant aquesta lluita. Segons l'oficial reialista, Bertrand Poirier de Beauvais, les bigues es van retirar massa aviat a Ponts-de-Cé i la retirada d'alguns dels fugitius es va bloquejar així.[2] Altres fugitius es van refugiar a Rochefort-sur-Loire on s'amagaven el bosc de Beaulieu. Tanmateix, els vendeans no van empènyer més cap a Angers i Saumur i es van retirar al seu territori.

## Pèrdues
Les pèrdues republicanes van ser especialment greus: el 21 de setembre, l'exèrcit de Duhoux només comptava amb 5.500 homes, enfront dels 15.000 abans de la batalla. La majoria dels camperols aixecats en massa abandonen l'exèrcit i tornen a casa seva. 1.362 morts són enumerats pel comissari Pineau du Breuil i enterrats a les Fosses-Cadeau, al bosc de Beaulieu. Els vendeans prenen uns 1.000 presoners i s'apoderen de tota l'artilleria republicana —8 canons i 25 culverins— tots els caixons, nombrosos canons i 30 carretes de pa. Aleshores el general Duhoux va presentar la seva renúncia, que va ser acceptada.

El general Turreau escriu a les seves memòries que 
| « | <"el general Duhoux va ser completament apallissat, va perdre tota l'artilleria, el seu equipatge i molta més gent que el ciutadà Santerre; tenia, com ell, una forta lleva en massa, que deixava l'enemic amb les seves piques i els seus esclops."> | » |

La geneta Renée Bordereau va estimar les pèrdues republicanes en més de 2.000 morts i va indicar que: {{Cita<"la terra estava coberta amb els seus morts més de dues llegües de llargada i mitja llegua d'ample">}} L'oficial de Vendée Bertrand Poirier de Beauvais informava a les seves memòries: 
| « | <"Aquesta derrota a Saint-Lambert va ser una de les més sagnants que la República havia viscut a la Vendée. De tots els que vaig veure que havien estat presents en aquesta acció, no n'hi ha ningú que no m'hagi dit que va ser una carnisseria horrible; els morts es tocaven el camp de batalla, de vegades estaven els uns sobre els altres... Més de quinze dies després, malgrat les pluges, el terra encara era, en molts llocs, més que un llenç de sang..."> | » |

## Conseqüències
El 19 de setembre també va veure que l'exèrcit de Magúncia va patir una derrota a la batalla de Torfou també coneguda com la batalla de Tiffauges. Aleshores, l'ofensiva prevista per al 3 de setembre a Saumur es va ajornar completament.